# Tour Égée
O Tour Égée (também conhecido como Tour Egee e como Tour Egée) é um arranha-céu de escritórios em Courbevoie, em La Défense, o distrito comercial da área metropolitana de Paris. 
A torre abriga a sede da Elior, bem como algumas de suas subsidiárias. A empresa Egencia, subsidiária da Expedia, também ocupa vários andares.
Construída em 1999, tem 155 m de altura. É quase idêntica à Tour Adria.